# 安曇継成
安曇 継成（あずみ の つぐなり、生没年不詳）は、奈良時代の官人。姓は宿禰。官位は正六位上・内膳奉膳。

## 経歴
桓武朝の延暦8年（789年）神事における高橋氏・安曇氏の席次の前後順を交代（高橋氏を前とする）ことが定められた。しかし、その後も順序の争いが絶えず、延暦10年（791年）の三度の神事で内膳奉膳を務めていた継成は高橋氏と争って前に立とうとしたため、同年11月に新嘗の日に勅により高橋氏を前とすることと定めた。しかし、継成は勅定に従わずに職務を放棄して出奔してしまった。官司は勅定に従わない継成を死刑に処するように求めたが、天皇の特別の恩赦により減刑され、継成は佐渡国への流罪に処された。

## 官歴
『続日本紀』による。
- 時期不詳：正六位上。内膳奉膳
- 延暦11年（792年） 3月18日：流罪（佐渡国）